# Eubeckerella malaica
Eubeckerella malaica is een vliesvleugelig insect uit de familie van de Ormyridae. De wetenschappelijke naam werd voor het eerst geldig gepubliceerd in 1999 door T. C. Narendran.